# Alphyt
Alphyt (acronyme de l'Algérienne des phytosanitaires) est une entreprise chimique algérienne spécialisée dans la production de produits phytosanitaires et d'hygiène publique. Alphyt est leader dans la production des phytosanitaires en Afrique du Nord.

## Activités
Alphyt formule, développe et commercialise des produits phytosanitaires et d'hygiène publique. Elle fabrique des produits à usage agricole, comme les fongicides, les herbicides et les insecticides et les acridicides. Elle fabrique aussi des produits destinés à l'hygiène publique, comme les bactéricides, les désinfectants, les insecticides et les rodenticides.

## Sites de production
Alphyt dispose de quatre unités de production en Algérie :
- Unité de Béni Mered, pour la formulation du soufre et des pesticides poudres ;
- Unité de Baraki, pour la formulation des pesticides  liquides et poudres ;
- Unité de Mascara, pour la production d'insecticides aérosols ;
- Unité de Gosbat, pour la production d'insecticides aérosols et de pastilles insecticides.